# Dancing with Myself
«Dancing with Myself» es una canción de la banda Generation X publicada en 1981, de su álbum Kiss Me Deadly. Fue uno de sus primeros sencillos con verdadero éxito. Cuando la canción fue publicada, la banda cambió su nombre al más simple "Gen X".
El vídeo musical fue dirigido por Tobe Hooper (The Texas Chain Saw Massacre, Poltergeist).
La canción se encuentra en la película del 2007 "Flushed Away - Lo que el agua se llevó". También se encuentra en un anuncio de 2008 de La Mutuelle Générale, una compañía de seguros francesa. Una versión de The Donnas se reproduce al final de la película Mean Girls. También se escuchó en el Trailer de la película de Universal Pictures del 2012 IF (Amigos Imaginarios) y en la película de 2013 Grown Ups 2 (Son Como Niños 2) donde Lenny organiza una fiesta con sus amigos donde también se hacen referencia a varios artistas de rock como ZZ Top, Bruce Springsteen, Meat Loaf y Prince
El personaje de Artie de la serie de televisión Glee cantó la versión de Nouvelle Vague en el noveno episodio, "Wheels".

## Versiones
- Billy Idol (1982)
- De Kreuners (1984) como "Ik dans wel met mezelf"
- Kids Incorporated (1989)
- Blink-182 (10 de marzo de 1997)
- 30 Foot Fall (2000)
- The Donnas (21 de septiembre de 2004)
- Nouvelle Vague (10 de julio de 2006)
- The Boomtang Boys
- Dag Vag as "Dansar med mig själv"
- Eläkeläiset as "Humppaan itsekseni"
- Green Day (Played live on 2000, 2005 & 2009 tours)
- Lisa Mitchell (Australian Idol 2006)
- Al Gonzales, intérprete de gaitas, residente en New York (www.theroyalpiper.com) junto a The Shots (2008)
- The Flukes (2007)
- Laura Bell Bundy (Grabó una versión country para su álbum "Longing For A Place Already Gone", lanzado en 2007)
- Kevin McHale como Artie Abrams en Glee (2009)
- Stalin (banda punk uruguaya), Don't Talk To Commies (disco en vivo) (2010)